# デヴィッド・クロスビー:リメンバーマイネーム
『デヴィッド・クロスビー：リメンバーマイネーム』は、ミュージシャンのデヴィッド・クロスビーに関する2019年のドキュメンタリー映画である。監督はAJイートン、プロデュースはキャメロン・クロウ。タイトルは、クロスビーの1971年のアルバム『イフ・アイ・クッド・オンリー・リメンバー・マイ・ネーム』のタイトルをもじったものである。
この映画は、2019年のサンダンス映画祭で映画祭デビューを果たした。ソニー・ピクチャーズ・クラシックスより配給。 
日本では各種動画サイトでレンタル及び購入可能（日本語字幕版）。

## 反響
サンダンス映画祭での初演とその後の劇場公開から、この映画は非常に好評を博した。2021年10月、映画批評サイトRotten Tomatoesで編集された94件の重要なレビューの93%が肯定的で、平均評価は7.9/10である。ウェブサイトの批評家のコンセンサスは次のとおり。『ローリング・ストーン』のピーター・トラヴァースは、これを
「史上最高のロックドキュメントの1つ」
と呼んでいる。 Varietyのオーウェン・グレイバーマンはそれを
「感動的で哀愁漂うロック・ノスタルジアのドキュメンタリーであり、すべてが一巡し、ミレニアル世代にとって、デヴィッド・クロスビーはただの退屈な古いヒッピーではなく、ウッドストックのガンダルフに似ている」
と呼んだ。The Wrapのスティーブ・ポンドは、
「レナード・コーエンとデヴィッド・ボウイが作成した最終アルバムの映画版と考えてください」
The Playlist のJordan Ruimy は、
「イートンとクロウは間違いなく密接に協力して美しい賛美歌を作曲しています。まさに耳と目の前で、力強く刺激的な後悔の歌が歌われているかのようです」

## 受賞
この映画は、第62回グラミー賞の最優秀音楽映画部門にノミネートされた。
| アワード                               | カテゴリー                                   | 候補者 | 結果       | Ref.  |
| -------------------------------------- | -------------------------------------------- | --- | ---------- | ----- |
| 第 62 回グラミー賞                     | 最優秀音楽映画                               | AJ イートン、ディレクター。キャメロン・クロウ、ミケーレ・ファリーナ、グレッグ・マリオッティ、プロデューサー | ノミネート | [ 6 ] |
| 第25回クリティクス・チョイス・アワード | ドキュメンタリーの最も説得力のある生きた主題 | デビッド・クロスビー                                                                                        | 受賞       | [ 7 ] |
| 第25回クリティクス・チョイス・アワード | 長編ドキュメンタリー賞                       | AJイートン                                                                                                  | ノミネート | [ 7 ] |
| 第25回クリティクス・チョイス・アワード | 長編ドキュメンタリー賞                       | デヴィッド・クロスビー: リメンバーマイネーム                                                                | ノミネート | [ 7 ] |
| ボルダー国際映画祭                     | 最優秀音楽ドキュメンタリー                   | AJイートン                                                                                                  | 受賞       | [ 8 ] |
| 第25回クリティクス・チョイス・アワード | 長編ドキュメンタリー賞                       | AJイートン                                                                                                  | ノミネート | [ 7 ] |
| 2019年サンダンス映画祭                 | 米国ドキュメンタリー・コンペティション       | AJイートン                                                                                                  | ノミネート | [ 9 ] |